# مثنى خالد
مثنى خالد لاعب كرة قدم عراقي بدايته مع الفرق الشعبية في مدينة الصدر قطاع 9 ثم مثل فريق شباب نادي النفط ثم نادي القوة الجوية تحت اشراف المدرب حميد سلمان تعرض خلال مباراة القوة الجوية والبريد إلى اصابه ابعدته عن الملاعب لفترة طويلة
ولعب مع اربيل العراقي . و استدعاه المدرب البرازيلي زيكو ليمثل المنتخب في تصفيات كاس العالم 2014.

## وصلات خارجية
- مثنى خالد على موقع قاعدة بيانات كرة القدم.إي يو (الإنجليزية)
- مثنى خالد على موقع ناشيونال فوتبول تيمز (الإنجليزية)
- مثنى خالد على موقع Soccerway.com (الإنجليزية)
- مثنى خالد على موقع عالم كرة القدم.نت (الإنجليزية)